# Bistum Saint Petersburg
Das Bistum Saint Petersburg (lat.: Dioecesis Sancti Petri in Florida) ist eine in den Vereinigten Staaten gelegene römisch-katholische Diözese mit Sitz in Saint Petersburg, Florida.

## Geschichte
Das Bistum Saint Petersburg wurde am 2. März 1968 durch Papst Paul VI. mit der Apostolischen Konstitution Cum Ecclesia aus Gebietsabtretungen des Erzbistums Miami und des Bistums Saint Augustine errichtet und dem Erzbistum Miami als Suffraganbistum unterstellt. Am 16. Juni 1984 gab das Bistum Saint Petersburg Teile seines Territoriums zur Gründung des Bistums Venice ab.

## Territorium
Das Bistum Saint Petersburg umfasst die im Bundesstaat Florida gelegenen Gebiete Citrus County, Hernando County, Hillsborough County, Pasco County und Pinellas County.

## Bischöfe von Saint Petersburg
- Charles Borromeo McLaughlin, 1968–1978
- William Thomas Larkin, 1979–1988
- John Clement Favalora, 1989–1994, dann Erzbischof von Miami
- Robert Nugent Lynch, 1995–2016
- Gregory Lawrence Parkes, seit 2016

## Weblinks

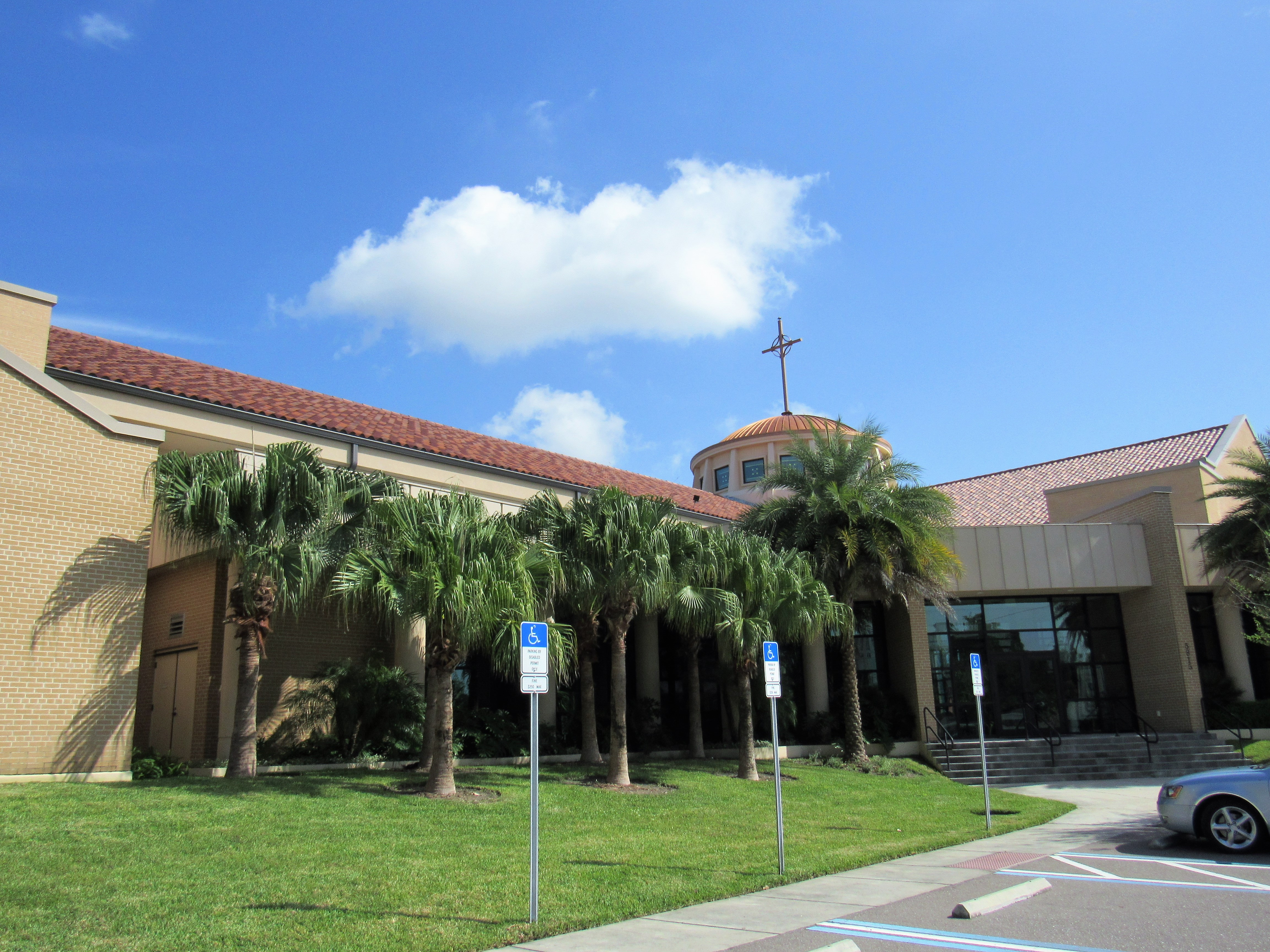
Kathedrale St. Jude the Apostle in Saint Petersburg